# 野戦憲兵 (ドイツ)
野戦憲兵（ドイツ語: Feldgendarmerie）は、ドイツ陸軍における憲兵組織の歴史的な名称である。1810年、ザクセン王国軍で結成された国家憲兵組織において初めてこの名称が用いられた。また第二次世界大戦期のドイツ国防軍でも野戦憲兵が編成された。

## 第一次世界大戦まで
1810年から1812年にかけて、ザクセン王国、ヴュルテンベルク王国、プロイセン王国、バイエルン王国において、ナポレオン・ボナパルトがフランスで編成したジャンダルムリ(Gendarmerie、現在のフランス国家憲兵隊)を模した地方警察部隊の編成が始まった。
プロイセン王国の国家憲兵は陸軍での兵役を終えた歩兵科および騎兵科の軍人によって編成されていた。彼らの身分は軍人であり、装備および給与は陸軍省から提供されていたが、平時は内務省の指揮下で警察活動に従事していた。そして戦争など有事が宣言された場合、国家憲兵隊員の50％を持って陸軍憲兵の中核たる国家憲兵の野戦部隊、すなわち野戦憲兵隊 (Feldgendarmerie)を構成することと定められていた。より多くの野戦憲兵隊員が必要とされるようになると、正規軍の歩兵および騎兵の下士官兵および士官からの引き抜きが行われた。
第一次世界大戦勃発時、ドイツ帝国における野戦憲兵隊の規模は33個中隊であった。1個中隊は60名の兵と2名の下士官から構成された。1918年以降、その規模は115個中隊まで拡大された。
敗戦後、野戦憲兵隊を含む全ての憲兵組織は解体された。ヴァイマル共和国時代にはこうした部隊は一切存在せず、代わりに一般の将兵が軍紀維持および警邏を行っていた。

## ナチス・ドイツ

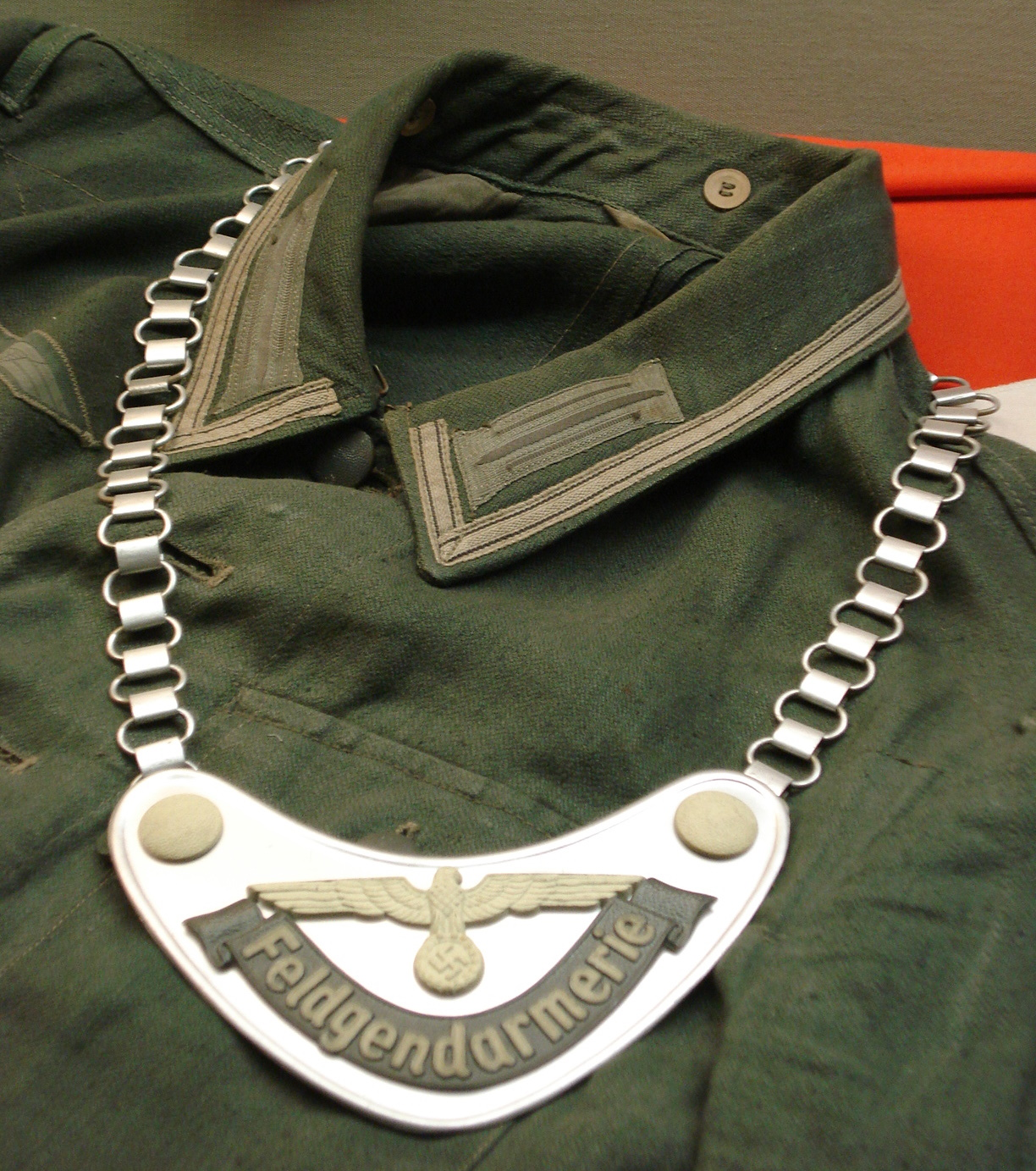
ドイツ国防軍の夏用上衣（肩章と襟布無し、下士官を示す白線付き）と野戦憲兵用のゴルゲット。

1933年、アドルフ・ヒトラーによる政権掌握を経て野戦憲兵隊の再編成が始まる。新たな野戦憲兵隊は歩兵としての訓練を十分に施された隊員によって構成され、彼らには従来よりも大きな警察活動の権限が与えられた。憲兵学校はポツダムに設置された。憲兵は歩兵たる訓練に加えて、刑法、一般および特別警察法、書類識別、護身術などの教育および訓練を受けた。
憲兵志願者は一次試験の後、全員が一度憲兵本部に配属される。その後の選抜試験は非常に過酷で、例えば1935年には219名の志願者がこれに挑んだものの、最終的に憲兵となったのは89名のみであった。野戦憲兵隊は陸軍の各師団に配置され、軍団単位での自己完結型の部隊として活動した。しばしば秘密野戦警察 (Geheime Feldpolizei)や親衛隊及び警察指導者指揮下の親衛隊および警察部隊と共同で任務に当たった。

### 任務

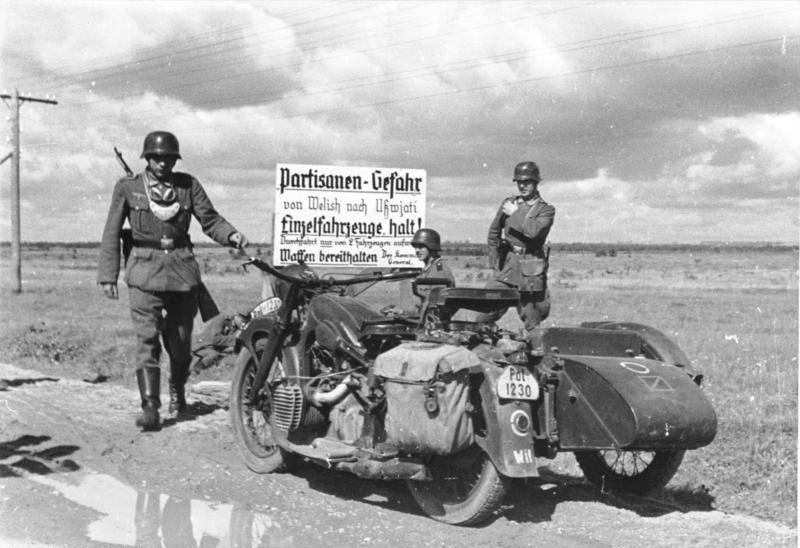
ロシアの占領地に設置された野戦憲兵隊の検問。標識を意訳すると「この先の区間はパルチザン出没のおそれあり。単独行動の車両はここで停車せよ。必ず2台以上で通行すること。武器をすぐ使えるよう用意せよ」とある。（1941年）

野戦憲兵隊の任務は国防軍とともに前進し、前線占領地の治安を維持することである。この中には警邏や交通管制、市民の統制、パルチザンおよび敵敗残兵の捜索・逮捕および処刑などが含まれる。そして国防軍の前進と共にこれらの業務を親衛隊および党組織が構成する占領当局に引き継ぎ、その占領地における野戦憲兵隊の任務は終了するのである。ただし、彼らが親衛隊の部隊と共に占領地における戦争犯罪に関与していたことも知られている。
1943年以降、戦況が徐々に悪化し始めると、国防軍内の軍紀維持も野戦憲兵隊の重要な任務の1つとなり、脱走兵などは憲兵によって即刻銃殺された。憲兵らは憲兵隊所属を示すゴルゲットを首にかけていた為、一般兵らはいくらかの軽蔑を込めて憲兵を「ケッテンフンデ」（Kettenhunde、「鎖付きの犬ども」）と呼んだ。さらに撤退中の部隊や後方移送中の傷病兵らを捜索して詐病者や逃亡兵と思しき者を全て処刑するなどのあまりにも残酷な警察活動は多くの将兵から嫌悪され、「ヘルデンクラウアー」（Heldenklauer, 「英雄を盗む者」）という俗称も生まれた。
ドイツ国防軍では軍法会議で有罪判決を受けた将兵らによって懲罰部隊たる執行猶予大隊を編成していたが、これの監督も野戦憲兵隊の任務であった。
親衛隊では親衛隊野戦憲兵隊(SS-Feldgendarmerie)が編成されており、彼らは陸軍の野戦憲兵と同様のゴルゲットに加えて、憲兵である事を示す袖章を縫い付けていた。彼らは通常の警察任務や軍紀維持に加えて、アインザッツグルッペンなどと共同したユダヤ人対策も遂行した。彼らは国防軍の野戦憲兵隊以上に悪名高く、「コップイエーガー」（Kopfjäger, 「首狩り族」）の異名で恐れられた。1944年以降は秩序警察出身の武装親衛隊将兵がこれに加わった。元警官の親衛隊憲兵らは袖に警察の鷲章を縫いつけていた。
1944年1月、東部戦線で赤軍の反攻が始まる頃、憲兵軍団(Feldjägerkorps)なる3個連隊規模の部隊が新設され、野戦憲兵隊からも大勢の人員が引きぬかれた。憲兵軍団は国防軍最高司令部に直属し、野戦憲兵隊を含む陸海空軍全ての部隊の軍規維持を行った。憲兵軍団に所属する憲兵隊員(Feldjäger)には前線での戦功がある下士官兵および将校が選ばれた。彼らは国防軍最高司令部の名の下、命令違反者や脱走兵など「敗北主義者」と見なされた国防軍や親衛隊の将兵全員を逮捕および処刑する権限を持っていた。

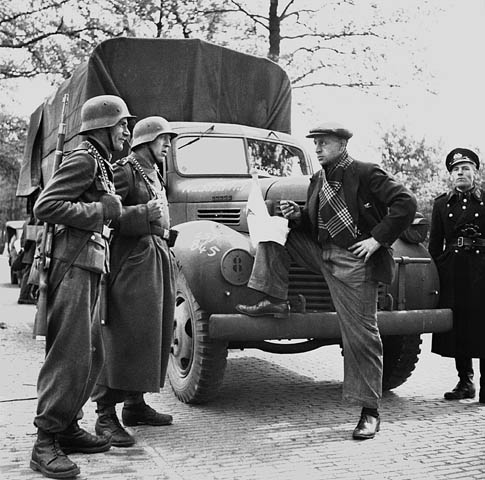
オランダにて食料集積所を警備する野戦憲兵ら（左）と食料運送トラックの運転手、地元警察官。（1945年）

1945年5月にはナチス・ドイツが連合国に降伏するが、占領下のドイツ西部では占領軍を補助する予備警察的組織として野戦憲兵隊および憲兵軍団の一部が存続した。例えば英第8軍団によって支配されていたシュレースヴィヒ＝ホルシュタイン州では、野戦憲兵隊の1個連隊がメルドルフの復員局にて治安維持を含む各業務を遂行した。こうした任務に当たった憲兵部隊には国防軍秩序隊(Wehrmachtordnungstruppe)なる名称が与えられており、彼らには当局から給与も支払われていた。敗戦から1年以上経った1946年6月、全ての憲兵組織の武装解除が行われ野戦憲兵隊は消滅した。

### 組織

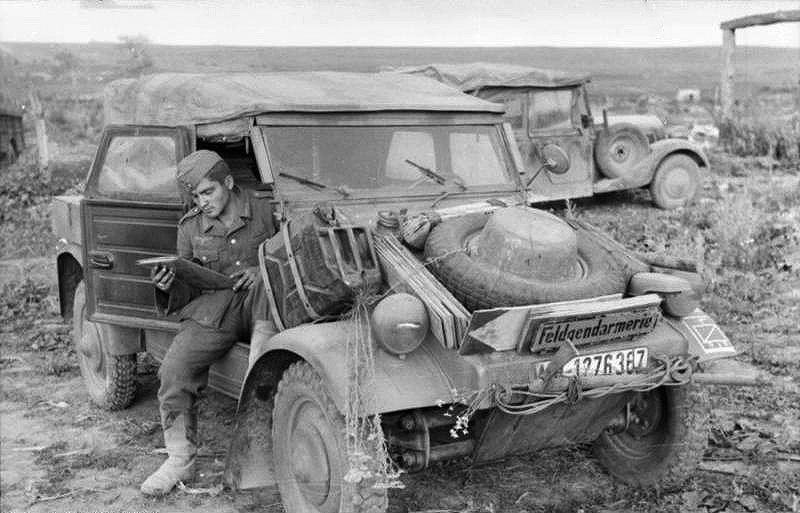
東部戦線で撮影された野戦憲兵隊のキューベルワーゲン。車上には予備燃料缶や金たらいのほか、板状の交通標識が多数積まれている。（1943年6月）

野戦憲兵隊は陸軍総司令部直属の組織であった。野戦憲兵隊は陸軍総司令部兵站局長(Generalquartiermeister)の指揮下にあり、責任者は憲兵少将であった。憲兵少将は野戦憲兵隊の運用や人事、訓練など全ての責任を担っていた。また憲兵少将は各軍上級司令部(Armeeoberkommando, AOK)に幕僚を派遣しており、幕僚らは所属する軍上級司令部ごとに1個または2個の野戦憲兵大隊を率いた。各大隊には料理人や事務員、銃器工などの支援要員も所属していた為、大隊は自部隊のみで全ての業務を遂行できる自己完結型の部隊となっていた。
大隊はいくつかの小隊(Truppen)に分割され、小隊ごとに軍上級司令部内の各師団・軍団に配置された。分隊(Gruppe)はより小さな編成で、必要に応じて前線司令部などに配置された。また、しばしばパルチザン狩り任務の為に特別の編成が行われた。歩兵師団ないし装甲師団に配置されていた典型的な憲兵小隊は、将校3名、下士官41名、兵卒20名により構成されていた。

### その他の憲兵組織
野戦憲兵隊はその規模の問題から国防軍全ての軍紀維持を行うことが難しく、これを補助する目的で限定的な権限が与えられたいくつかの憲兵組織が編成されている。
- 陸軍/国防軍警邏隊(Heeres-/Wehrmachtsstreifendienst)
- 交通整理大隊(Verkehrsregelungsbataillone)
- 憲兵軍団(Feldjägerkorps)

## 戦後
1955年、ドイツ連邦軍（西ドイツ軍）が創設された。連邦軍では憲兵を含む多くの兵科の名称を国防軍のものから変更していた。当初はMilitärpolizei という名称が予定されていたが、新しいドイツ憲法（ボン基本法）では地方自治体の権利が尊重されており、この名称は連邦政府管轄の法執行機関たりうるとして各地方自治体からの反発が起こったのである。連邦国防省ではPolizei という語を含めない名称を模索し、プロイセン時代の野戦猟兵の名称からFeldjäger が選ばれたのである。
一方、国家人民軍（東ドイツ軍）では独立した憲兵組織を設置せず、ソビエト連邦軍に倣った司令部付勤務員という制度を採用していた。